# Вонжеполь
Вонжеполь (мар. Вончӱмбал) — деревня в Моркинском районе Республики Марий Эл. Входит в состав Октябрьского сельского поселения.

## География
Находится в юго-восточной части республики Марий Эл на расстоянии приблизительно 21 км по прямой на запад-юго-запад от районного центра посёлка Морки.

## История
Образовалась в 1973 году объединением деревень Верхний Вонжеполь и Нижний Вонжеполь. В 1990 году до деревни дошла шоссейная дорога от деревни Усола Вонжеполь. В 2004 году в деревне был 41 дом. В свою очередь Верхний Вонжеполь образовался в XVII веке. В 1763 году в этой деревне числилось 58 мужчин. В 1795 году тут находилось 15 дворов, проживали 127 человек, в 1914 году 172 человека. В 1920 году 33 двора, проживали 179 человек. До 1921 года деревня ещё имела название Вонжеполь. В 1924 году здесь проживал 171 человек, из них 167 мари, остальные — русские.

## Население
Население составляло 137 человека (мари 98 %) в 2002 году, 96 в 2010.

## Известные люди
Логинов Василий Логинович (1912—1945) —  командир стрелкового батальона 1082 стрелкового полка 310 стрелковой Новгородской дивизии 19 армии, капитан. Кавалер 4 боевых орденов. Член ВКП(б) с 1942 года.